# 本郷泰固
本郷 泰固（ほんごう やすかた、生没年未詳）は、江戸時代後期（幕末）の旗本。江戸幕府の若年寄まで昇進し、一時は大名（駿河国川成島藩主）にもなった。従五位下、丹後守。

## 生涯
2000石の旗本・本郷泰久の子として生まれる。母は水野政勝の娘。幼名は弥三郎。
本郷氏は、江戸幕府草創の際に奏者番を務めた本郷信富の子孫で、泰固の祖父にあたる本郷泰行は徳川家治のもとで御側御用取次を務めるなど栄達した人物であった。
文化10年（1813年）に家督を継いで旗本となった。天保8年（1837年）4月に御側衆に任じられた。天保13年（1842年）12月15日に1000石、弘化2年（1845年）に2000石、嘉永4年（1851年）に2000石を加増され、7000石となる。
安政4年（1857年）8月29日に若年寄に任じられ、同時に3000石を加増されて1万石の大名として諸侯に列し、川成島藩主となった。しかし藩はすでに旗本時代からの財政難で苦しかったといわれる。
安政5年（1858年）7月6日、5000石没収の上、若年寄を罷免されて改易され、再び旗本となった。第13代将軍・徳川家定死去の直後であり、恐らくは将軍継嗣問題で一橋派に属していたためと思われる（表向きは職務怠慢）。その後、徳川慶喜により隠居謹慎のお咎めは許された。
その後の動静は不明である。墓所は東京都中野区上高田の宝泉寺。死後は子の本郷泰清が跡を継いだものと思われる。

## 備考
- 嘉永2年（1849年）3月18日、将軍徳川家慶の小金原での狩に、泰固は息子の本郷泰清を伴って参加し、獲物の猪1頭を与えられた[3]。本郷家では、寛政7年（1795年）に祖父の泰行が将軍徳川家斉の狩に従い、鹿を与えられたということがあり、泰行は駒込の下屋敷に鹿の骨を埋めた際に「鹿碑」（鹿の碑）を建てている[3]。泰固は、祖父と孫が同じ栄誉にあずかったことを記念し、下屋敷に猪の骨を埋めて「瘞賜豬碑」（賜豬をうずむるの碑[3]。豊島区は「えいしちょひ」と音読みしている[4]）を建てている[3]。「瘞賜豬碑」の文章と清書は、泰固本人がおこなった[3]。この2つの碑は下屋敷の跡にあたる豊島区駒込一丁目に現存しており[3]、豊島区の有形文化財に指定されている[4]。
- なお、この本郷家の下屋敷は明治2年（1869年）に木戸孝允の別邸となった。木戸の別邸を明治天皇が訪問したことがあることから、「明治天皇行幸所木戸旧邸」の石碑も立つ[5]。
- 本郷泰固に仕えていた用人の渡辺楷助は、駿河国富士郡比奈村（現在の富士市比奈）の豪農渡辺家の出身である[6]。駿東郡御宿村（現在の裾野市御宿）で名主を務めていた湯山吟右衛門は楷助の実弟であった[6]。嘉永2年（1849年）、御宿村で無宿人たちが殺人事件を引き起こし、吟右衛門は村の名主として訴訟に巻き込まれた。訴訟の長期化に直面した吟右衛門から支援を依頼された楷助が、各方面に働きかけを行って訴訟を落着に導いた顛末が記録として残っており[6]、歴史学者の高橋敏が『江戸の訴訟 御宿村一件顛末』（岩波新書）で扱っている。高橋は、御側衆を務める5000石（当時）の大身旗本の家の実務を農民身分出身の楷助が担っていることに注目し、幕藩社会が公的には「身分社会」である一方で、実務を担う陪臣層では能力が重視され身分の移動も行われることもある「柔構造」を持っていたものとして取り上げている[7]
- 伏見宮貞清親王の母顕寿院は同族[要出典]。